# Michael J. Pollard
Michael J. Pollard (Passaic, Nueva Jersey, 30 de mayo de 1939-Los Ángeles, 22 de noviembre de 2019) fue un actor estadounidense. Hijo de Sonia y Michael John Pollack. Pollard acudió a la Montclair Academy y al Actor's Studio.
Michael J. Pollard falleció a los ochenta años en el Centro Médico de la Universidad de California en Los Ángeles a consecuencia de un paro cardiorrespiratorio.

## Carrera artística
En 1967, Pollard se hizo conocido por el papel de C. W. Moss en la película Bonnie y Clyde, papel por el que recibió una nominación a los Oscar y a los Globos de Oro en la categoría de mejor actor de reparto y un premio de la British Academy Film Award al actor revelación del año. 
Su poca estatura le dio oportunidades en papeles de niño a pesar de contar con 25 años (como el papel en Star Trek, donde interpreta a un niño en un planeta tan solo habitado por criaturas), o de criaturas irreales como el papel de Mister Mxyzptlk en dos episodios de Superboy. Pollard apareció en algunos episodios de "The Andy Griffith Show". 
El actor Michael J. Fox adoptó en su nombre J. en homenaje a Pollard.

## Filmografía
- Hemingway’s Adventures of a Young Man (Hemingway’s Adventures of a Young Man) (1962), de Martin Ritt.
- Rosas perdidas (The Stripper) (1963), de Franklin J. Schaffner.
- Bonnie y Clyde (1967), de Arthur Penn.
- Capricho (Caprice, 1967), de Frank Tashlin.
- El último obstáculo (Hannibal Brooks) (1969), de Michael Winner.
- El precio del fracaso (Little Fauss and Big Halsy) (1970), de Sidney J. Furie.
- Las petroleras (Les pétroleuses) (1971), de Christian-Jaque.
- Morbo (1972), de Gonzalo Suárez.
- Domingo sangriento (Vengeance Is Mine) (1974), de John Trent.
- Los cuatro del apocalipsis (I quattro dell’apocalisse) (1975), de Lucio Fulci.
- Al otro lado de la noticia (Between the Lines) (1977), de Joan Micklin Silver.
- Al estilo americano (Riders of the Storm) (1986), de Maurice Phillips.
- Roxanne (Roxanne) (1987), de Fred Schepisi.
- Escóndete y tiembla (American Gothic) (1988), de John Hough.
- Scrooged (1988), de Richard Donner.
- Tango y Cash (Tango & Cash) (1989), de Andrei Konchalovsky.
- Fast Food (1989), de Michael A. Simpson.
- Atados el uno al otro (Stuck with Each Other) (1989), de Georg Stanford Brown.
- Con su propia ley (Next of Kin) (1989), de John Irvin.
- Why Me? (1990), de Gene Quintano.
- El visitante de la noche (Night Visitor) (1990), de Rupert Hitzig.
- Han llegado (The Arrival) (1990), de David Schmoeller.
- El ángel de las tinieblas (I Come in Peace) (1990), de Craig R. Baxley.
- Un cadáver divertido (Enid Is Sleeping) (1992), de Maurice Phillips.
- Split Second (1992), de Tony Maylam.
- Skeeter (Skeeter) (1993), de Clark Brandon.
- El sueño de Arizona (Arizona Dream) (1993), de Emir Kusturica.
- La odisea (1997), de Andrei Konchalovsky.
- Encantado de matarte (Mad Dog Time) (1997), de Larry Bishop.
- Tumbleweeds (Tumbleweeds) (1999), de Gavin O’Connor.
- Lulu Forever (Forever Lulu) (2000), de John Kaye.
- Backflash (Backflash) (2001), de Philip J. Jones.

## Series
En 1966 apareció en El virginiano en el episodio Los lobos en la delantera, los chacales detrás (T4 E26) y en  Star Trek: la serie original en el episodio Miri (T1 E8). En 1992 protagonizó el episodio The Handler (T6 E12) de la serie The Ray Bradbury Theater. En 1965, apareció en la serie Perdidos en el Espacio en el capítulo llamado "El espejo mágico". 

## Premios y nominaciones
Premios Óscar
| Año  | Categoría              | Película         | Resultado |
| ---- | ---------------------- | ---------------- | --------- |
| 1968 | Mejor actor de reparto | Bonnie and Clyde | Nominado  |